# Michael von Grünigen
Michael von Grünigen (n. 11 aprilie 1969, Schönried⁠(d), Berna, Elveția) este un schior alpin elvețian, medaliat olimpic. A participat la 4 ediții ale Jocurilor Olimpice (1992, 1994, 1998, 2002) în care a câștigat o medalie de bronz.